# مؤسسة الموارد الطبيعية الأوراسية
مؤسسة الموارد الطبيعية الأوراسية (Eurasian Natural Resources Corporation PLC (ENRC)) هي شركة متعددة الجنسيات مختصة في مجال الاستثمار بالموارد الطبيعية في أفريقيا الوسطى وكازاخستان ومقرها في لندن، وتوزعت نشاطاتها في مجالات التنقيب والتعدين والمعالجة للموارد، بالإضافة إلى الطاقة والتوزيع والتسويق لها.
تأسست الشركة في سنة 1994، وكانت شركة خاصة إلى سنة 2007، وبين سنتي 2007 و2013 كانت شركة عمومية محدودة؛ ثم أصبحت شركة تابعة منذ 2013.